# Planeja
Pllanejë en albanais et Planeja en serbe latin (en serbe cyrillique : Планеја) est une localité du Kosovo située dans la commune/municipalité de Prizren et dans le district de Prizren/Prizren. Selon le recensement kosovar de 2011, elle compte 681 habitants, dont 680 Albanais.
Le village est également connu sous le nom albanais de Planejë.

## Démographie

### Évolution historique de la population dans la localité
| 1948 | 1953 | 1961 | 1971 | 1981 | 1991 | 2011 |
| ---- | ---- | ---- | ---- | ---- | ---- | ---- |
| 413  | 422  | 480  | 584  | 737  | 825  | 681  |

|  |